# Неварский язык
Нева́рский язык (невари, непал-бхаса, самоназвание: Newah Bhaye, नेवाः भाय् /newa bhæ:/) — один из важных языков Непала (шестой по численности говорящих). Изначальный язык неварцев — автохтонного населения Непала. Распространён в долине Катманду в центральной части Непала (зона Багмати). Общее число говорящих ок. 850 тыс. чел., в том числе в Непале 825 тыс. чел. (2001, перепись), в Индии ок. 14 тыс. чел. (2007, оценка).
Относится к тибето-бирманской подсемье сино-тибетской семьи, внутри которой образует отдельную ветвь вместе с близкородственными языками восточно-неварским (вкл. долакха-невар) и бадикхел-пахари. Входит также в ареальное понятие «гималайских языков».
Не следует путать с непальским языком (гуркхали, кхаскура), крупнейшим и государственным языком Непала, входящим в индоарийскую ветвь индоевропейских языков. Последний получил название «непальский» после перенесения столицы гуркхов в Катманду.

## История
О ранних этапах известно мало, если не считать установленного факта влияния со стороны непальского, тибетского, санскрита, пали и ряда других языков региона.

## Письменность
Традиционно для неварского использовалось письмо ранджана (неварское, ланца), сложившееся в XI веке на основе письма нагари, которое восходит к брахми. С сер. XX в. почти вытеснено письмом деванагари, сейчас делаются попытки его возрождения. Древнейшим памятником неварского считается надпись на пальмовом листе 1114 года. Расцвет классического языка относится к концу XVIII века.
Вокализм представлен следующими гласными (माआखः, MaAkha):
| Орфография | अ   | आ    | इ   | ई    | उ   | ऊ    | ए    | ऐ    | ओ    | औ    | अं    | अः    | ऋ    | ॠ     | ऌ     | ॡ      |
| ---------- | --- | ---- | --- | ---- | --- | ---- | ---- | ---- | ---- | ---- | ---- | ---- | ---- | ----- | ----- | ------ |
| Латиница   | a   | aa   | i   | ii   | u   | uu   | e    | ai   | o    | au   | am   | aha  | ru   | Ru    | lru   | lRuu   |
| IPA        | /ə/ | /ɑː/ | /i/ | /iː/ | /u/ | /uː/ | /eː/ | /əi/ | /oː/ | /əu/ | /əⁿ/ | /əʰ/ | /ru/ | /ruː/ | /lru/ | /lruː/ |

Звуки ऋ, ॠ, ऌ, ॡ используются редко.
Консонантизм представлен следующими согласными (बाआखः, BaAkha):
| क               | ख                   | ग                   | घ                       | ङ      |
| --------------- | ------------------- | ------------------- | ----------------------- | ------ |
| k /k/           | kh /kʰ/             | g /ɡ/               | gh /ɡʱ/                 | ng /ŋ/ |
| च               | छ                   | ज                   | झ                       | ञ      |
| ch /cɕ/ or /ts/ | chh /cɕʰ/           | j or z /ɟʝ/ or /dz/ | jh or zh /ɟʝʱ/ or /dzʱ/ | ny /ɲ/ |
| ट               | ठ                   | ड                   | ढ                       | ण      |
| t /ʈ/           | th /ʈʰ/             | d /ɖ/               | dh /ɖʱ/                 | n /ɳ/  |
| त               | थ                   | द                   | ध                       | न      |
| t /t̪/           | th /t̪ʰ/             | d /d̪/               | dh /d̪ʱ/                 | n /n̪/  |
| प               | फ                   | ब                   | भ                       | म      |
| p /p/           | ph or f /pʰ/ or /f/ | b /b/               | bh /bʱ/                 | m /m/  |
| य               | र                   | ल                   | व                       |        |
| y /j/           | r /ɾ/               | l /l/               | v or w /v/ or /w/       |        |
| श               | ष                   | स                   | ह                       |        |
| s /ɕ/           | sh /ʃ/              | s /s/               | h /h/                   |        |
| क्ष              | त्र                  | ज्ञ                  |                         |        |
| ksh /kʃ/        | tr /t̪ɾ/             | gny /ɡɲ/            |                         |        |

## Лингвистическая характеристика

### Фонетика и фонология
Для вокализма характерно наличие 6 долгих и 4 кратких гласных, 2 восходящих и 6 нисходящих дифтонгов.
|                     |                        | Губные | Зубные/ Альвеолярные | Ретрофлексные | Альвеоло-палатальные (англ. Alveolo-palatal consonant) | заднеязычные | Глоттальные |
| ------------------- | ---------------------- | ------ | -------------------- | ------------- | ------------------------------------------------------ | ------------ | ----------- |
| Носовые             | звонкие                | m      | n                    |               |                                                        | ŋ            |             |
| Носовые             | придыхательные звонкие | mʱ     | nʱ                   |               |                                                        |              |             |
| взрывные/ Аффрикаты | глухие                 | p      | t                    | ʈ             | tɕ                                                     | k            |             |
| взрывные/ Аффрикаты | придыхательные         | pʰ     | tʰ                   | ʈʰ            | tɕʰ                                                    | kʰ           |             |
| взрывные/ Аффрикаты | звонкие                | b      | d                    | ɖ             | dʑ                                                     | ɡ            |             |
| взрывные/ Аффрикаты | придыхательные звонкие | bʱ     | dʱ                   | ɖʱ            | dʑʱ                                                    | ɡʱ           |             |
| Фрикативы           | Фрикативы              |        | s                    |               |                                                        |              | h           |
| Одноударные         | звонкие                |        | (ɾ)                  | [ɽ]           |                                                        |              |             |
| Одноударные         | придыхательные звонкие |        | [ɾʱ]                 | [ɽʱ]          |                                                        |              |             |
| Аппроксиманты       | звонкие                | w      | l                    |               | j                                                      |              |             |
| Аппроксиманты       | придыхательные звонкие | wʱ     | lʱ                   |               | jʱ                                                     |              |             |

В консонантизме представлена традиционная четырёхрядная (p ph b bh) система смычных (в восточно-неварском звонкие придыхательные практически отсутствуют), придыхательные корреляты есть также у сонорных m, n, l, r. Из фрикативных только s и ɦ.
Тонов нет.

### Морфология
Грамматический строй агглютинативный, словообразование в основном суффиксальное (известно всего несколько приставок). Падежная система включает абсолютив (немаркирован), эргатив (-sãː, -sɔ͂ː, -syãː), генитив (-ya), датив (-(ya)tɔ), ассоциатив (-ke), неодушевлённый локатив (-e), инструменталис-аблатив (nɔ). Суффиксы множественного числа обычно присоединяются только к одушевлённым именам. Между числительными и существительными обязательны классификаторы. В глаголе маркируются вид и время, каузативность, модальность, отрицание. Выделяется особая категория эвиденциальной связности. Согласование с именем отсутствует.

### Синтаксис
Порядок слов в предложении «подлежащее + дополнение + сказуемое».
Прилагательные, генитив, притяжательные и указательные слова предшествуют имени.
Представлены послелоги.

### Лексика
В течение всей истории испытывал сильное влияние соседних индоарийских языков, проявляющееся на всех уровнях языка, особенно в фонетике и лексике.

## Неварская Википедия
Существует раздел Википедии на неварском языке («Неварская Википедия»). По состоянию на 6:47 (UTC) 18 июня 2025 года раздел содержит 72 513 статей (общее число страниц — 166 251); в нём зарегистрировано 29 633 участника, двое из них имеют статус администратора; 26 участников совершили какие-либо действия за последние 30 дней; общее число правок за время существования раздела составляет 871 754.